# Nemunas tarp Pelėšiškių ir Balbieriškio
Nemunas tarp Pelėšiškių ir Balbieriškio este o arie protejată (arie de protecție specială avifaunistică — SPA) din Lituania întinsă pe o suprafață de 396,56 ha, integral pe uscat.

## Localizare
Centrul sitului Nemunas tarp Pelėšiškių ir Balbieriškio este situat la coordonatele 54°31′22″N 24°00′01″E / 54.5228°N 24.0003°E.

## Înființare
Situl Nemunas tarp Pelėšiškių ir Balbieriškio a fost declarat arie de protecție specială avifaunistică în aprilie 2004 pentru a proteja 3 specii de animale.

## Biodiversitate
Situată în ecoregiunea boreală, aria protejată nu include niciun habitat protejat.
La baza desemnării sitului se află mai multe specii protejate de  păsări (3): pescăruș albastru (Alcedo atthis), chiră mică (Sterna albifrons), chiră de baltă (Sterna hirundo).